# Kermario

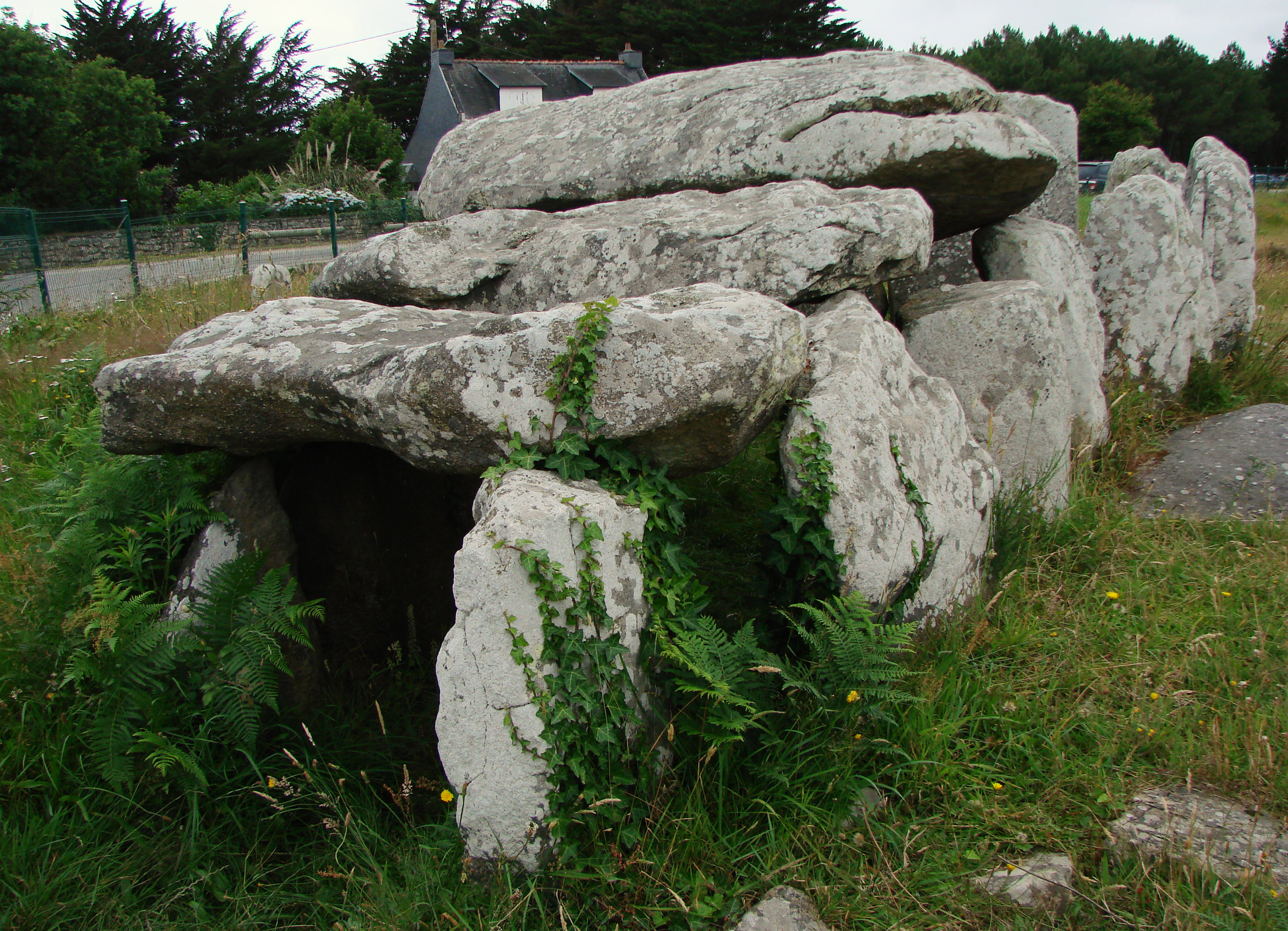
Der "Dolmen à couloir"

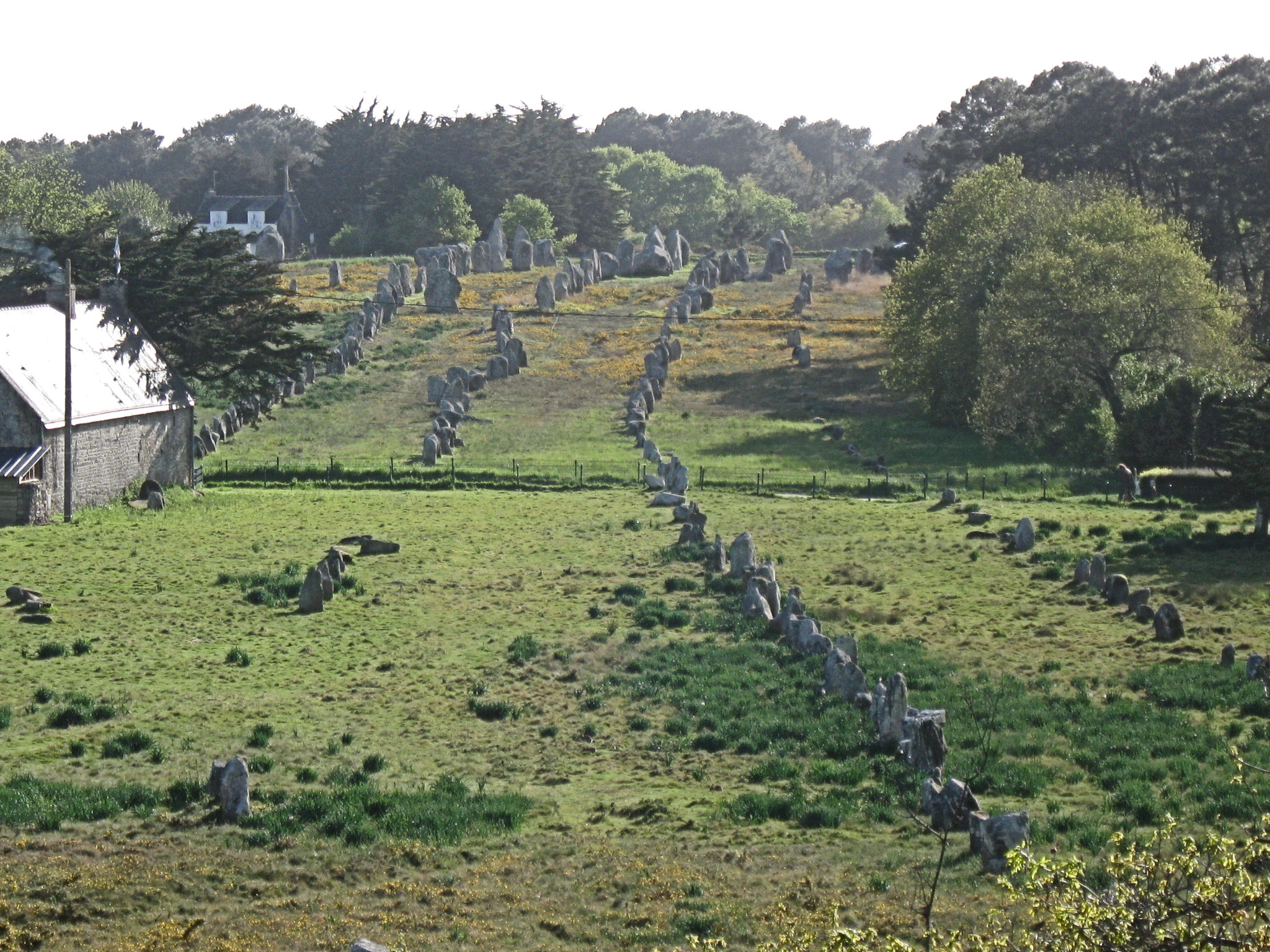
Mittlere und westliche Reihen

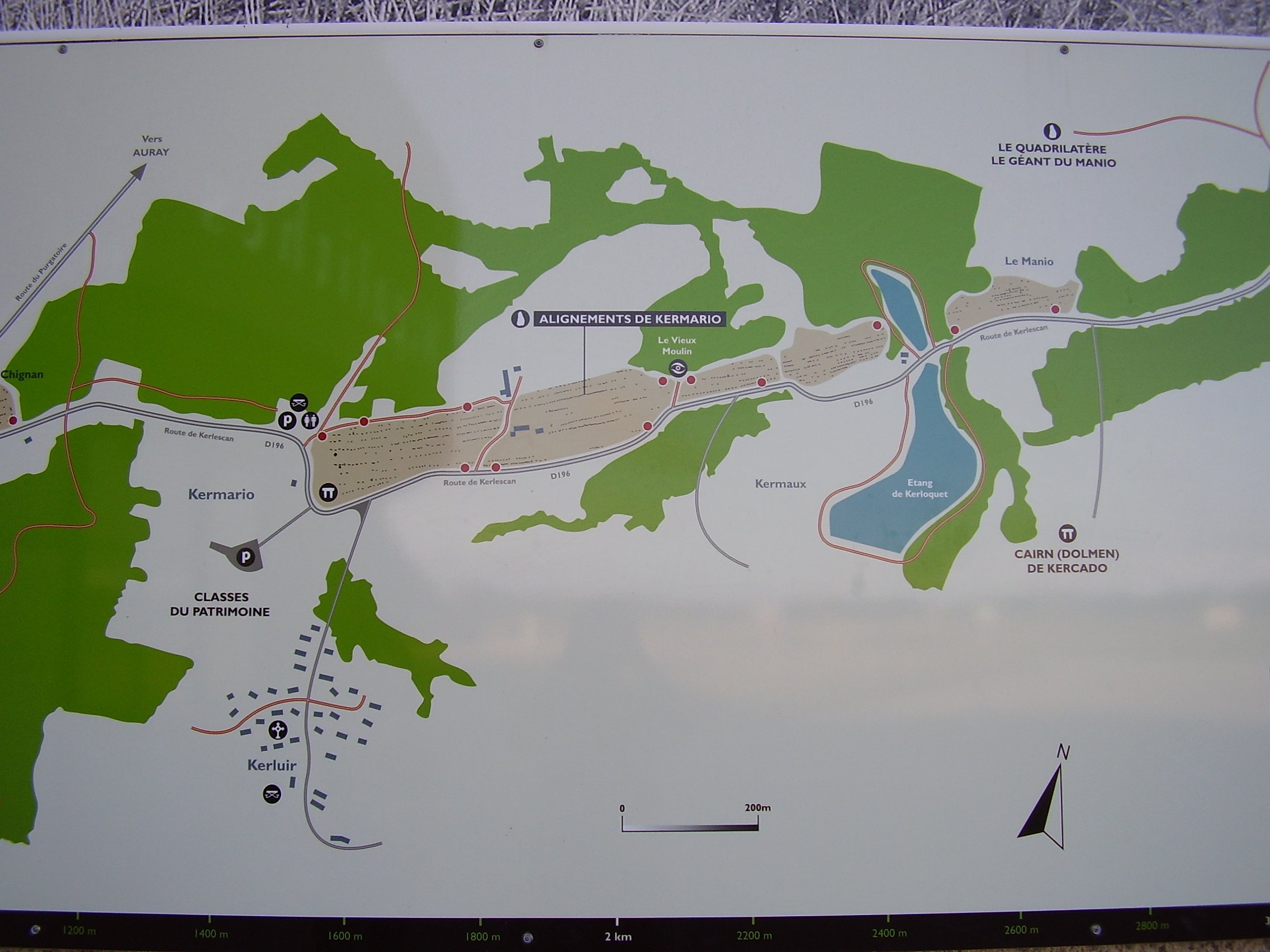
Plan von Kermario

Der Fundplatz von Kermario bei Carnac, im Département Morbihan in der Bretagne in Frankreich besteht aus den Alignements und dem Dolmen von Kermario am südwestlichen Ende der Alignements. Dolmen ist in Frankreich der Oberbegriff für Megalithanlagen aller Art (siehe: Französische Nomenklatur).
Die Steinalleen, die zu den so genannten „Alignements von Carnac“, gehören, bestehen aus bis zu vier Meter hohen, aber auch zahlreichen kleinen Megalithen. Sie liegen nördlich der Stadt und erstrecken sich in zehn bis zwölf Hauptreihen mit insgesamt 982 erhaltenen Menhiren über etwa 1120 m in Südwest-Nordost-Richtung. Viele Menhire waren umgestürzt und wurden von dem Archäologen Zacharie Le Rouzic (1864–1939) wieder aufgerichtet und mit einer roten Zementmarkierung versehen. Die Menhirreihen laufen über Hügel und Täler und durchquerten einen Fluss; die Steine im Wasser fielen der Flussregulierung zum Opfer. Im Osten überdauern Reste eines Steingeheges, das im Westen völlig abgetragen wurde. 
Am Südwestende befindet sich der „Dolmen à couloir“ (Kammer mit einem niedrigen Gang), der vermutlich älter ist als die Alignements. In dem seines Hügels beraubten Monument hat man Bernsteinperlen gefunden. 

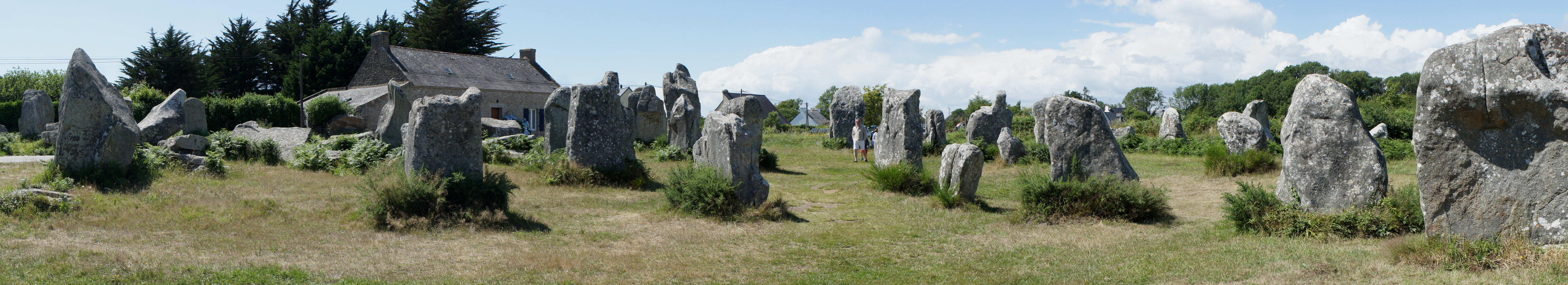
Kermario

Viele Steinreihen und weitere Dolmen liegen in und um Camac, wie die Dolmen von Mané Kerioned, die in U-Form angeordnet sind. Der Tumulus von Kercado liegt südlich von Kermario, an einer der höchsten Stellen im Gelände.

## Anmerkung
1. ↑  Ker ist ein bretonischer Appellativ, der häufig als Präfix bei Ortsnamen verwendet wird. Er bedeutet: „bewohnter Ort“.

Koordinaten: 47° 35′ 53″ N, 3° 3′ 44″ W